# Natività con Dio Padre e lo Spirito Santo
La Natività con Dio Padre e lo Spirito Santo è un dipinto a olio su tela realizzato indicativamente nel 1740 dal pittore italiano Giambattista Pittoni e conservato nella National Gallery di Londra.

## Esposizioni
- Londra, Royal Academy of Arts, n. 328, 1954-1955